# Быковское сельское поселение (Ивановская область)
Быковское сельское поселение — бывшее сельское поселение в Лухском районе Ивановской области.
В 2009 году по результатам референдума было ликвидировано, а населённые пункты, входившие в его состав переданы в Порздневское сельское поселение.

## Населенные пункты
В 2001 году в состав поселения входили 9 населённых пунктов:
- сёла: Добрица, Клоны.
- деревни: Блиниха, Быково, Вишня, Дубовое, Медведево, Большое Первунино, Смиренино.

В 2002 году деревня Большое Первунино решением Ивановской областной Думы была исключена из списка населённых пунктов.
На момент ликвидации в 2009 году в состав поселения входили 8 населённых пунктов.